# 信濃上野氏
上野氏（うえのし）は、日本の氏族。清和源氏木曽氏流。
『高遠記集成』（『木曽福島町史』）によると、信濃国木曾谷の木曾家領主・木曾家村（義仲七世孫と称する）の甥・木曾家佐（家定の子）が木曽郡上野に土着したことから始まるという。
牧野氏と混同されることもある。

## 略系図
出典：「馬場系図」「木曽系図」『姓氏家系大辞典』
| 家仲 （兵庫介）                        |  |  |  |
|                                        |  |  |  |
| 家教 （兵庫頭）                        |  |  |  |
|                                        |  |  |  |
| 家村 （六郎、讃岐守）                  |  |  |  |
|                                        |  |  |  |
| ［上野氏］ 家昌 （兵部丞、安食野次郎） |  |  |  |